# محمدعلی کوزه‌گر
محمدعلی کوزه‌گر (زادهٔ ۱۳۳۴ در نور) نمایندهٔ حوزهٔ انتخابیهٔ شهریار در دورهٔ ششم مجلس شورای اسلامی بوده‌است.